# 셰이크 (소프트웨어)
셰이크(Shake)는 후반 작업 산업에 사용되는, 개발이 중단된 이미지 합성 패키지이다. 낫씽 리얼이 윈도우용으로 개발했다가 나중에 애플에 인수되었다. 셰이크는 영화, 비디오, 광고에서 시각 효과와 디지털 합성에 널리 사용되었다.
셰이크는 맥 OS X와 리눅스용으로 사용할 수 있었다. 마이크로소프트 윈도우와 IRIX에 대한 지원은 이전 버전에서 중단되었다.
2009년 7월 30일, 애플은 서비스를 중단했다.